# Kategorie dworców kolejowych w Polsce
Kategorie dworców kolejowych w Polsce – podział wprowadzony w 2015 roku, przez Polskie Koleje Państwowe, zarządcę największych dworców kolejowych w Polsce.

## Kryteria podziału
Dworce kolejowe w Polsce dzieli się między innymi ze względu na:
- rodzaj przyjmowanych pociągów (InterCity, regionalne)
- rodzaj ruchu:
  - dworce pasażerskie
    - osobowe
    - pospieszne

  - dworce towarowe
- stopień odprawy podróżnych

## Klasyfikacja od 2015
W 2015 roku PKP SA wprowadziły nowy sposób kategoryzowania dworców w zależności od ich znaczenia w ruchu kolejowym.
Dworce podzielone są na kategorie (w nawiasie przewidywana liczba):
- Premium (18) – obsługujące ruch międzynarodowy, międzywojewódzki i regionalny. Stanowić mają ważny węzeł komunikacyjny na poziomie krajowym i oferować podróżnym szereg usług komercyjnych – Bydgoszcz Główna, Częstochowa[4], Gdańsk Główny, Gdynia Główna, Gliwice, Katowice, Kraków Główny, Lublin Główny, Łódź Fabryczna[5], Łódź Kaliska, Opole Główne, Poznań Główny, Sosnowiec Główny[6], Szczecin Główny, Warszawa Centralna, Warszawa Wschodnia, Warszawa Zachodnia, Wrocław Główny[7].
- Wojewódzkie (13) – obsługujące ruch międzynarodowy, międzywojewódzki i regionalny, oferujące podróżnym podstawowe usługi – Białystok, Bielsko-Biała Główna, Kalisz, Kielce Główne, Legnica, Olsztyn Główny, Radom Główny, Rzeszów Główny, Słupsk, Tarnów, Wałbrzych Główny, Włocławek, Zielona Góra Główna[8].
- Aglomeracyjne (94) – obsługujące codzienny ruch lokalny, oddalony od centrum dużego miasta o nie więcej niż 50 km. Nie przewidziano tam żadnych funkcji komercyjnych – m.in. Warszawa Śródmieście, Olsztyn Zachodni, Mińsk Mazowiecki, Pruszków, Toruń Wschodni, Rybnik[3][9].
- Regionalne (93) – w małym mieście, obsługujące głównie ruch regionalny i lokalny. Stanowią węzeł komunikacyjny na poziomie gminy i województwa – m.in. Ostrów Wielkopolski, Puławy, Suwałki[3].
- Lokalne (333) – o niewielkim potencjale rozwoju ruchu kolejowego, z którego korzystają osoby dojeżdżające systematycznie do większych miast. Zapewnia minimalny standard usług, zlokalizowany na peronie stacji.
- Turystyczne (13) – położone w małych miastach lub poza miastami, stanowiące ważny węzeł w sezonie turystycznym i obsługujące wówczas ruch międzynarodowy, międzywojewódzki, regionalny i lokalny – m.in. Ustka, Hel.

## Klasyfikacja w latach 2005–2015
1 maja 2005 w grupie PKP wydzielony został podmiot PKP S.A. Oddział Dworce Kolejowe, który przejął pieczę nad 72 największymi placówkami w Polsce, skategoryzowanymi wówczas według stopnia odprawy w 4 kategoriach:
- kat. A – o rocznej odprawie podróżnych powyżej 2 mln (15 placówek),
- kat. B – o rocznej odprawie podróżnych w przedziale 1 – 2 mln (21 placówek),
- kat. C – o rocznej odprawie podróżnych w przedziale 0,3 – 1 mln (35 placówek),
- kat. D – o rocznej odprawie podróżnych poniżej 0,3 mln (2 placówki).

Do stycznia 2011 roku w skład PKP Oddział Dworce Kolejowe wchodziły 83 dworce kolejowe.
Według wykazu z 9 stycznia 2006 dla 78 dworców kolejowych, zarządzanych przez Oddział Dworce Kolejowe, podział dworców na kategorie, według liczby odprawionych pasażerów, przedstawiał się następująco:
| Kategoria A roczna odprawa podróżnych powyżej 2 mln | Kategoria B roczna odprawa podróżnych w przedziale 1–2 mln | Kategoria C roczna odprawa podróżnych w przedziale 0,3–1 mln | Kategoria D roczna odprawa podróżnych poniżej 0,3 mln |
| --- | --- | --- | ----------------------------------------------------- |
| 1. Katowice 2. Gliwice 3. Opole Główne 4. Częstochowa 5. Kraków Główny 6. Poznań Główny 7. Gdańsk Główny 8. Gdynia Główna 9. Tczew 10. Szczecin Główny 11. Stargard 12. Bydgoszcz Główna 13. Warszawa Centralna 14. Warszawa Śródmieście 15. Wrocław Główny | 1. Zawiercie 2. Bielsko-Biała Główna 3. Tarnów 4. Rzeszów Główny 5. Lublin Główny 6. Kielce Główne 7. Łódź Kaliska 8. Łódź Fabryczna 9. Skierniewice 10. Olsztyn Główny 11. Leszno 12. Toruń Główny 13. Inowrocław 14. Białystok 15. Słupsk 16. Warszawa Ochota 17. Warszawa Wileńska 18. Grodzisk Mazowiecki 19. Mińsk Mazowiecki 20. Tłuszcz 21. Radom Główny 22. Zielona Góra Główna | 1. Tarnowskie Góry 2. Myszków 3. Lubliniec 4. Żywiec 5. Czechowice-Dziedzice 6. Tychy 7. Rybnik 8. Oświęcim 9. Trzebinia 10. Przemyśl Główny 11. Piotrków Trybunalski 12. Kutno 13. Łowicz Główny 14. Elbląg 15. Iława Główna 16. Ostrów Wlkp. 17. Piła Główna 18. Gorzów Wlkp. 19. Gdańsk Wrzeszcz 20. Sopot 21. Malbork 22. Białogard 23. Koszalin 24. Kołobrzeg 25. Włocławek 26. Jelenia Góra 27. Warszawa Zachodnia 28. Warszawa Wschodnia 29. Warszawa Gdańska 30. Otwock 31. Siedlce 32. Kędzierzyn-Koźle 33. Oborniki Śląskie 34. Żmigród | 1. Warszawa Stadion 2. Warszawa Powiśle               |